# Morbillivirus phocae
Espèce
Synonymes
- Phocine morbillivirus (ICTV, 2016)
- Phocine distemper virus (ICTV, 1991)

Morbillivirus phocae, anciennement appelé Phocine morbillivirus et Phocine distemper virus (PDV), est une espèce de virus de la famille des Paramyxoviridae. 
Il est responsable de la maladie de Carré des phoques et infecte particulièrement les mammifères marins comme les phoques, morses et loutres de mer, aussi appelés pinnipèdes. Il a provoqué plusieurs épidémies dont une majeure dans les pays nordiques en 2002, entraînant la mort de plus de 30 000 phoques communs. 
Les signes cliniques de la maladie sont de la fièvre, des écoulements de liquides, de muqueuses ou de pustules dans les yeux et le nez, une conjonctivite, une toux et une inflammation de la cornée, des yeux en général et du nez ainsi que des symptômes nerveux.
Les Morbillivirus possèdent un génome à ARN monocaténaire, non segmenté et à polarité négative. Le génome de Phocine Morbillivirus mesure 15 700 nucléotides et comprend les gènes codants les protéines caractéristiques du genre (les protéines de matrice, la nucléocapside, les phosphoprotéines, les glycoprotéines de fusion, l'hémagglutinine et la partie principale de l'ARN polymérase ARN dépendante). 
Il semblerait que la fonte et la destruction des glaces dans l’océan Arctique soit responsable de l’accélération de la propagation du virus. Plusieurs espèces de phoques, auparavant séparées par la glace et perturbées par la surpêche, se sont déplacées dans de nouveaux territoires pour s’alimenter et sont rentrées en contact avec d’autres individus infectés. Des anticorps au virus ont également été découverts dans d’autres espèces carnivores comme les ours polaires et les morses de l’Atlantique.
Les polluants sont aussi responsables de la gravité de certaines infections car interférant avec les défenses de l’organisme des individus atteints.

## Référence biologique
- (en) ICTV : Phocine morbillivirus  (consulté le 24 janvier 2021)